# Жуниор Рейс
Леовиги́лдо Жу́ниор Рейс Родри́гес (порт.-браз. Leovigildo Júnior Reis Rodrigues; род. 26 декабря 1995, Катагуазис), более известный как Жуни́ньо (порт.-браз. Juninho) — бразильский футболист, защитник луганской «Зари».

## Биография

### Бразилия
Родился в городе Катагуазис. С 2013 года играл за «Метрополитано». Во взрослом футболе дебютировал 9 февраля 2014 года в проигранном (0:2) выездном поединке 5-го тура Серии A1 Лиги Катариненсе против «Шапекоэнсе». Жуниньо вышел на поле в стартовом составе и отыграл весь матч. В Серии D (четвертый дивизион чемпионата Бразилии) дебютировал 20 июля 2014 в победном (3:2) домашнем поединке 1-го тура против «Боависты». Жуниор вышел на поле на 77-й минуте, заменив Алессандро. Первым голом во взрослом футболе отличился 29 августа 2015 на 77-й минуте победного (1:0) выездного поединка Серии D против «Волты-Редонды». Жуниньо вышел на поле в стартовом составе и отыграл весь матч. В команде выступал до конца весны 2017, за это время в Серии С и Серии D сыграл 11 матчей (1 гол), 46 матчей (1 гол) в Серии A1 Лиги Катариненсе. Летом 2017 года усилил «Тупи». В составе команды выступал в Серии C (третий дивизион чемпионата Бразилии), где сыграл 5 матчей. Следующий год начал в составе «Салгейру», где выступал преимущественно в Серии A1 Лиги Пернамбукано (10 матчей), также играл в Лиге Нордесте (4 матча) и Серии C (1 поединок).

### Северная Македония
Накануне начала сезона 2018/19 годов поехал в Европу, где заключил договор с македонским «Джёрче Петров». В футболке нового клуба дебютировал 12 августа 2018 года в проигранном (1:2) выездном поединке Первой лиги против «Академии Пандева». Жуниньо вышел на поле в стартовом составе и отыграл весь матч. В Первой лиге Македонии сыграл 18 матчей, ещё 2 поединка провел в Кубке Македонии.
Во время зимнего перерыва сезона 2018/19 годов перешел в «Вардар». В столичной команде дебютировал 14 марта 2019 года в ничейном (0:0) домашнем поединке 28-го тура Первой лиги против «Шкендии». Леовигильдо вышел на поле в стартовом составе и отыграл весь матч. Дебютным голом за «Вардар» отметился 20 апреля 2019 на 50-й минуте победного (2:0) домашнего поединка 29-го тура Первой лиги против «Реновы». Жуниньо вышел на поле в стартовом составе и отыграл весь матч. Во второй половине сезона 2018/19 сыграл 16 матчей в Первой лиге, в которой отличился 3-ю голами. В следующем сезоне продолжал
оставаться одним из ведущих игроков команды, сыграл 21 матч в Первой лиге, в которых отличился 5-я голами и 6-я голевыми передачами. Также стал вторым лучшим бомбардиром команды.

### «Заря» (Луганск)
28 июля 2020 года подписал 2-летний контракт с луганской «Зарей». В новой команде получил футболку с 6-м игровым номером.

## Достижения
«Метрополитано»
- Финалист Кубка штата Санта-Катарина: 2013

«Вардар»
- Серебряный призёр чемпионата Македонии: 2018/19